# Kreszentia
Kreszentia ist ein weiblicher Vorname lateinischen Ursprungs.
Es handelt sich um die deutsche Schreibweise von Crescentia. Eine weitere deutsche Variante ist Kreszenz. Die in Bayern übliche Kurzform ist Zenzi.

## Namensträgerinnen
- Kreszentia Flauger (* 1966), deutsche Politikerin
- Kreszentia Hölzl (1893–1958), österreichische Politikerin, siehe Zenzi Hölzl
- Kreszentia Hummel (1907–2002), deutsche Bäuerin und Haushälterin, Gerechte unter den Völkern
- Kreszentia Kopp (* 1933), deutsche Leichtathletin, siehe Zenta Kopp
- Kreszentia Mühsam (1884–1962), deutsche Revolutionärin, siehe Zenzl Mühsam